# USS Wasp (CV-7)
USS Wasp (CV-7) – amerykański lotniskowiec  z okresu II wojny światowej, jedyny przedstawiciel swojego typu. Zaprojektowany jako jednostka o wyporności 14 700 ton. W celu utrzymania narzuconego ograniczenia w tonażu posiadanych lotniskowców do 135 000 ton (traktat waszyngtoński), przebudowano pierwszy amerykański lotniskowiec USS „Langley” na transportowiec wodnosamolotów. Była to jedyna jednostka tego typu, jaka została zbudowana. Po jego wybudowaniu, US Navy budowała tylko lotniskowce lekkie (CVL – o zbliżonym tonażu). 
USS „Wasp” został wcielony do służby w kwietniu 1940 jako siódmy amerykański lotniskowiec, otrzymując znak taktyczny CV-7. Kosztem słabszego opancerzenia kadłuba i uzbrojenia zwiększono nieznacznie liczbę samolotów. Jego strata została odczytana jako ważna nauczka na przyszłość. Jak wykazała komisja śledcza, „Wasp” został trafiony przez trzy torpedy, z których dwie pierwsze uszkodziły maszynownię, ale nie naruszyły struktury okrętu. Dopiero trzecia spowodowała uszkodzenie warstw kadłuba, co spowodowało serię spięć w instalacji elektrycznej, a w efekcie eksplozje bomb, torped, amunicji, a ostatecznie także zbiorników z paliwem.

## Powstanie okrętu
Uwzględniając limity łącznego tonażu dla tej klasy okrętów określone traktatem waszyngtońskim, po budowie USS „Ranger” (CV-4) i dwóch dużych okrętów typu Yorktown, Stany Zjednoczone mogły zbudować jedynie mały lotniskowiec, który stał się ostatecznie „Waspem”. Projektując go jednak, w małym lotniskowcu chciano zmieścić wiele najlepszych cech jego znacznie większych poprzedników. Budowa „Waspa” została autoryzowana 27 marca 1934 roku, jako tonażowe zastępstwo dla USS „Langley” (CV-1), który nie był wprawdzie objęty limitem wyporności z traktatu, został jednak włączony do limitu ustalonego wewnętrzną amerykańską ustawą Vinsona-Tramella. 19 września 1935 roku okręt został ostatecznie zamówiony w stoczni Bethlehem Quincy.
Wasp był pierwszym lotniskowcem przy którego konstrukcji starano się wykorzystać każdą dostępną tonę limitu tonażu – w przeciwieństwie do poprzednich jednostek, projektowanych bardzo restrykcyjnie, z zamiarem pozostania dużo poniżej dostępnych 20 000 ton, celem uniknięcia przypadkowego naruszenia traktatu waszyngtońskiego. Okręt został jednak zaprojektowany przed uzyskaniem jakiegokolwiek doświadczeń z operacyjnego używania pierwszych lotniskowców od początku zaprojektowanych jako okręty tej klasy. Dotyczyło to także używania otwartego hangaru, umożliwiającego rozgrzewanie silników samolotów już na pokładzie hangarowym. Po zużyciu 20 000 ton limitu dla każdego z dwóch okrętów typu Yorktown, do wykorzystania pozostało jedynie 15 200 ton. 700 ton z tej rezerwy przeznaczono na wzrost wagi „Rangera”, kolejne zaś 500 na margines bezpieczeństwa. Przy rezygnacji z niego, z ewentualnym minimalnym naruszeniem limitu maksymalna akceptowalna wyporność CV-7 mogła wynosić 14 500 ton.
W projekcie wstępnym położono nacisk na możliwie dużą grupę lotniczą 72 samolotów, przy czym rozważano także na tym etapie koncepcję okrętu z dwoma pokładami lotniczymi. Rozważano także uzyskanie pewnej dodatkowej wyporności dla „Waspa”, przez zdjęcie wież 203 mm z lotniskowców „Lexington” i „Saratoga”. Ograniczenia wypornościowe spowodowały, że okręt zaprojektowany został ze słabym opancerzeniem, brakiem pancernego pasa burtowego i brakiem istotnego zabezpieczenia 400 ton paliwa lotniczego. Z szeregu rozważanych koncepcji, General Board of Bureau of Ships zaakceptował ostatecznie pierwszy rozważany schemat, okrętu z 14 500 ton zmodyfikowany o możliwie jak największą ochronę, z nadbudówką podobną do zastosowanej w lotniskowcach 20 000-tonowych, w pozostałych jednak aspektach zbliżony do „Rangera”.
Niezwykłą cechą „Waspa” była niesymetryczność kadłuba, co miało na celu zaoszczędzenie na wadze niezbędnego w innym przypadku balastu celem zbalansowania ciężaru nadbudówki (wyspy). Wasp miał być również pierwszym lotniskowcem z charakterystyczną dla późniejszych konstrukcji boczną windą na skraju pokładu startowego. Stwierdzono bowiem, że nie tylko umożliwi to zaoszczędzenie na wadze, lecz także usprawni przepływ samolotów na pokładach startowym i hangarowym. Mimo jednak całego wysiłku włożonego w obniżenie wagi, ostatecznym rezultatem procesu budowy był ciężki okręt o wyporności standardowej 15 400 ton (wobec 14 700 ton w finalnym projekcie). Na dodatek był okrętem wolnym, z prędkością maksymalną nie przekraczającą 28,7 do 30,73 węzła, wolniejszym od wszystkich innych lotniskowców, co utrudniało jego wykorzystanie operacyjne, zwłaszcza przy małej prędkości wiatru.

## Służba

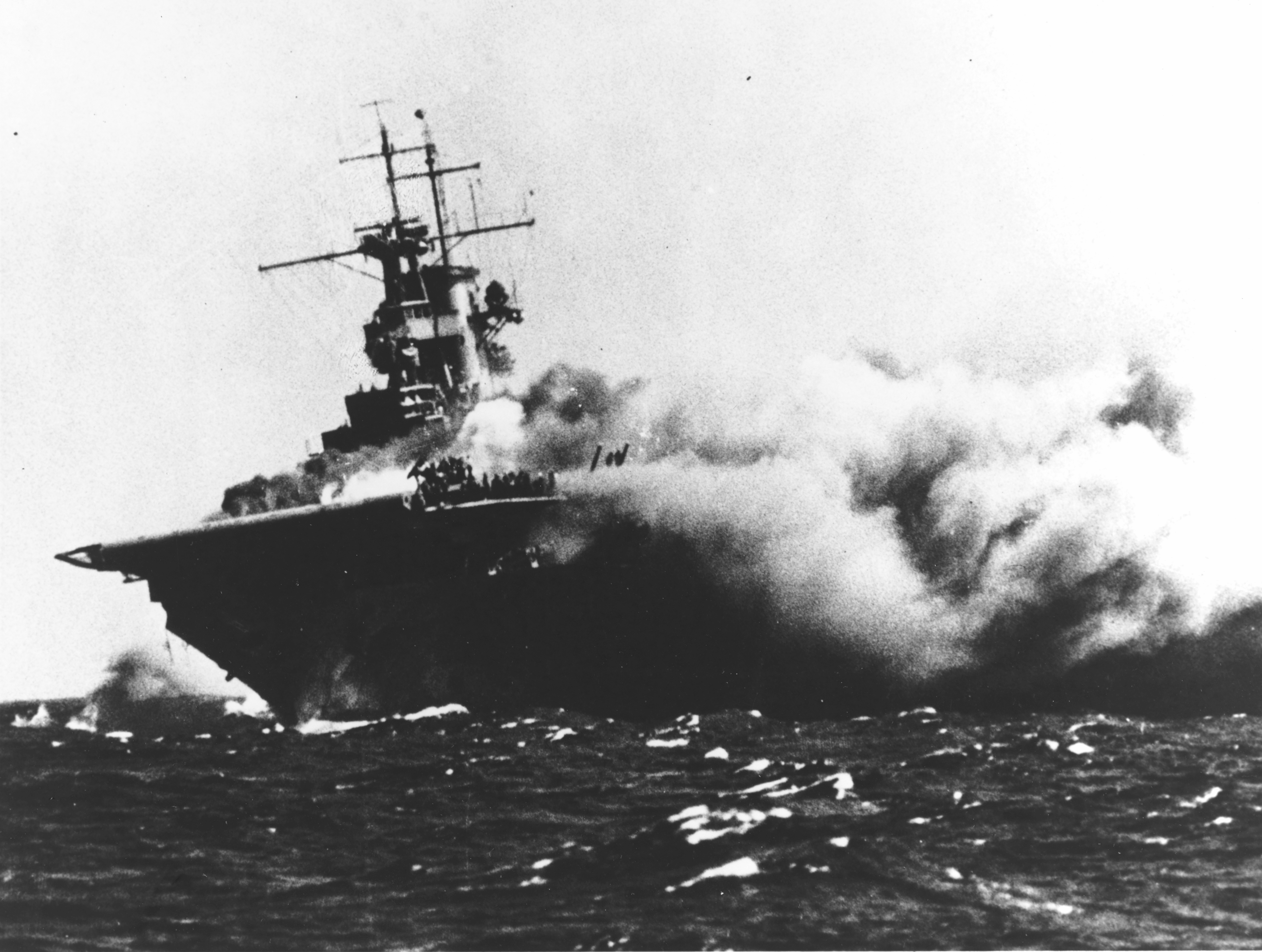
„Wasp” płonie po storpedowaniu przez I-19

Po wejściu do służby został skierowany na Atlantyk, gdzie jesienią osiągnął gotowość bojową. W marcu 1942 został skierowany na Morze Śródziemne, gdzie wykonał dwie operacje dostarczenia samolotów myśliwskich Spitfire na Maltę. Operacje zostały wykonane w kwietniu (dostarczono 47 samolotów) i w maju (na jego pokładzie zaparkowano 64 samoloty). Po kilku miesiącach skierowano „Wasp” do bazy US Navy w San Diego, skąd wyszedł w lipcu 1942 na Pacyfik, gdzie od razu ruszył w stronę Wysp Salomona by uczestniczyć w siłach wsparcia lądującej 7 sierpnia 1942 na Guadalcanalu 1 Dywizji Marines. W czasie pierwszych tygodni samoloty z "Wasp" wykonały ponad 300 lotów bojowych.
„Wasp” nie uczestniczył w bitwie koło wschodnich Wysp Salomona 24 sierpnia 1942, gdyż został odesłany celem uzupełnienia paliwa, następnie zaś zabrania samolotów dla walczących na Guadalcanalu marines. Przede wszystkim zaś wejść miał w skład Task Force 61, zespołu okrętów z lotniskowcem USS „Hornet” (CV-8) i pancernikiem USS „North Carolina” (BB-55), którego zadaniem był eskortowanie statków z transportem żołnierzy 7. pułku marines, którzy po bitwie o wzgórze Edsona wzmocnić mieli broniącą się na Guadalcanalu 1. dywizję marines.
15 września 1942 roku gdy zespół TF61 przepływał przez rejon zwany w amerykańskim żargonie wojskowym „Torpedo Junction”, tuż po zakończeniu startów samolotów, „Wasp” został niespodziewanie trafiony trzema torpedami wystrzelonymi przez japoński okręt podwodny I-19 pod dowództwem kmdr Takaichi Kinashiego. Trzy z sześciu wystrzelonych w najskuteczniejszej salwie torpedowej drugiej wojny światowej torped trafiły „Waspa”, trzy zaś które minęły się z celem, popłynęły w kierunku innych okrętów. Jedna z nich ugodziła niszczyciel USS „O’Brien” (DD-415), druga trafiła pancernik „North Carolina”, trzecia zaś podążała w kierunku „Horneta”. Ostatniemu z nich udało się jednak wymanewrować pocisk.
W związku z zakończonymi niedługo wcześniej startami samolotów, przewody paliwowe lotniskowca pełne były paliwa lotniczego, co rozprzestrzeniło pożar po okręcie i doprowadziło do eksplozji wtórnych paliwa i amunicji na pokładzie hangarowym okrętu, które przesądziły los jednostki. Tym samym „Waspa” spotkał los japońskich lotniskowców w bitwie pod Midway.
USS „Wasp”, jako jedyny lotniskowiec w historii, odbył rejs dookoła świata w warunkach wojennych.
Wrak lotniskowca został odnaleziony 13 stycznia 2019 roku przez statek badawczy RV Petrel na głębokości 4200 metrów.

## Dane taktyczno-techniczne
- pokład lotniczy (m): 224 x 24,4

- siłownia: 
  - 2 turbiny parowe o mocy łącznej 55 950 kW (71 302 KM, oraz podczas prób 73 906 KM), 2 śruby, 6 kotłów
- zapas paliwa: 1602 t.

- uzbrojenie:
  - 8 dział uniwersalnych (plot) kalibru 127 mm (pojedynczych)
  - 16 działek plot 28 mm (4xIV)
  - 30 wkm 20 mm